# Nova Módica
Nova Módica este un oraș în Minas Gerais (MG), Brazilia.